# Euskal Irrati Telebista

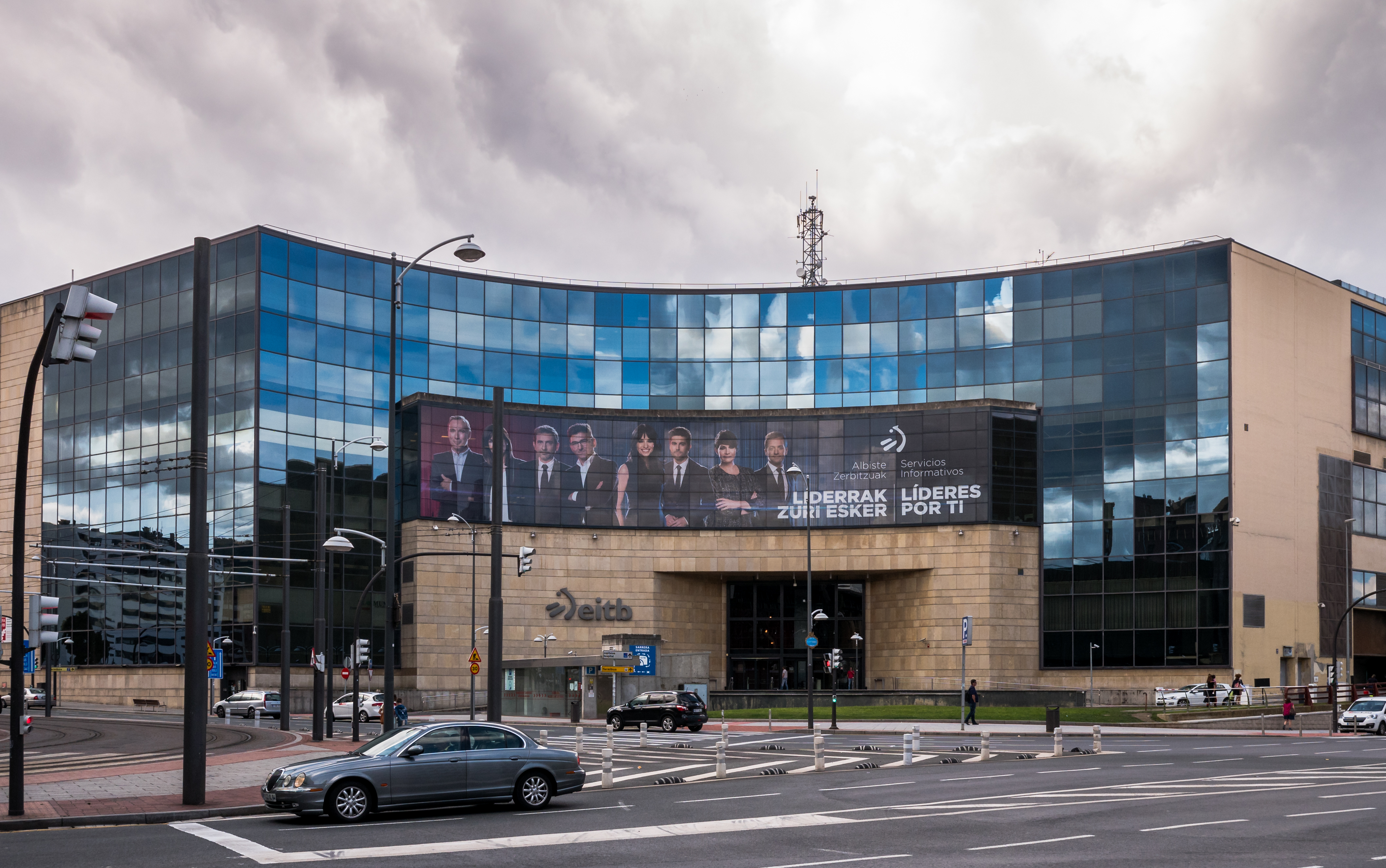
Hoofdkantoor van EiTB

Euskal Irrati Telebista (afgekort EiTB) is de regionale publieke radio- en televisiezender van de Spaanse autonome gemeenschap Baskenland. De zender is opgericht door de Baskische regering in 1982 en valt onder het departement van cultuur. Het hoofdkantoor staat in Bilbao. Anno 2020 biedt de zender 6 radiokanalen en 5 televisiekanalen aan.
Een van de belangrijkste doelstellingen is de normalisatie van het gebruik van het Baskisch. Het bereik van de zender gaat tot buiten de administratieve regio Baskenland, en strekt zich uit over andere gebieden waar ook Baskisch wordt gesproken, namelijk Navarra en Frans-Baskenland.
Voor de ontmanteling van terreurorganisatie ETA werden de omroep en medewerkers regelmatig bedreigd. Op 31 december 2008 ontplofte er een bestelbusje voor het hoofdkantoor van de omroep, die enkel materiële schade veroorzaakte.

## Zenders

### Radiozenders
| Zender             | Logo | Karakteristieken                           |
| ------------------ | ---- | ------------------------------------------ |
| Euskadi Irratia    |      | Algemene zender in het Baskisch            |
| Radio Euskadi      |      | Algemene zender in het Spaans              |
| EiTB Musika        |      | Tweetalige muziekzender                    |
| Gaztea             |      | Muziekzender in het Baskisch voor jongeren |
| Radio Vitoria      |      | Regionale zender voor Vitoria              |
| EiTB Euskal Kantak |      | Muziekzender in het Baskisch               |

### Televisiezenders
| Zender     | Logo | Karakteristieken                          |
| ---------- | ---- | ----------------------------------------- |
| ETB1       |      | Algemene zender in het Baskisch           |
| ETB2       |      | Algemene zender in het Spaans             |
| ETB3       |      | Kinder- en jongerenzender in het Baskisch |
| ETB4       |      | Tweetalig entertainmentkanaal             |
| ETB Basque |      | Internationale algemene zender            |